# Kazimir Hnatow
Kazimir Hnatow (Crusnes, 9 de novembro de 1929 - 16 de dezembro de 2010) foi um futebolista e treinador francês que atuava como meia.

## Carreira
Kazimir Hnatow fez parte do elenco da Seleção Francesa de Futebol, na Copa do Mundo de 1958. 

## Títulos
- Copa do Mundo de 1958: 3º Lugar